# Dustin Brown (hokejaš)
Dustin James Brown, skraćeno Dustin Brown (Ithaca, New York, 4. studenog 1984.) američki je profesionalni hokejaš na ledu. Desnoruki je napadač i igra na poziciji desnog krila. Danas je kapetan National Hockey League (NHL) momčadi Los Angeles Kings.

## National Hockey League

### Los Angeles Kings
Los Angeles Kingsi birali su Browna kao 13. ukupno na draftu 2003. godine. U NHL-u debitirao je 2003./04. nakon što je tri sezone igrao za Guelph Storm u Ontario Hockey League (OHL). Za Stormse je upisao ukupno 204 boda (108 golova, 96 asistencija). U rookie sezoni za Kingse upisao je 5 bodova (gol, 4 asistencije) u 31 utakmici. Uslijedila je jednogodišnja pauza u NHL-u zbog štrajka igrača i Kingsi su Browna poslali u svoju filijalu Manchester Monarchs iz American Hockey League (AHL). Nakon što se NHL vratio u svoj redovan raspored Brown je postao članom prvog napada Kingsa i osvojio 28 bodova. 
U sljedećih nekoliko sezona razvio se u odličnog napadača i uz Anže Kopitara postao najboljim igračem Kingsa. U sezoni 2007./08. ostvario je 60 bodova (33 gola, 27 asistencija), što je njegov najbolji učinak karijere u NHL-u, a godinu kasnije postao je kapetanom momčadi. Tako je s 23 godine postao najmlađim kapetanom u povijesti Kingsa i prvim Amerikancem kojem je to uspjelo. Sredinom siječnja 2010. upisao je svoj 100. NHL pogodak protiv Anaheim Ducksa.

## Reprezentacija
Kao zamjenski kapetan reprezentacije SAD-a na Zimskim olimpijskim igrama u Vancouveru 2010. osvojio je srebrno medalju. Sjedinjene Države u finalnom dvoboju poražene su 3:2 u produžetku od Kanade. 

## Statistika karijere

### Klupska statistika
| 2000./01.       | Guelph Storm        | OHL             | 53  | 23 | 22  | 45  | 50  | 4  | 0 | 0 | 0  | 10 |
| 2001./02.       | Guelph Storm        | OHL             | 63  | 41 | 32  | 73  | 56  | 9  | 8 | 5 | 13 | 14 |
| 2002./03.       | Guelph Storm        | OHL             | 58  | 34 | 42  | 76  | 89  | 11 | 7 | 8 | 15 | 6  |
| 2003./04.       | Los Angeles Kings   | NHL             | 31  | 1  | 4   | 5   | 16  | —  | — | — | —  | —  |
| 2004./05.       | Manchester Monarchs | AHL             | 79  | 29 | 45  | 74  | 96  | 6  | 5 | 2 | 7  | 10 |
| 2005./06.       | Los Angeles Kings   | NHL             | 79  | 14 | 14  | 28  | 80  | —  | — | — | —  | —  |
| 2006./07.       | Los Angeles Kings   | NHL             | 81  | 17 | 29  | 46  | 54  | —  | — | — | —  | —  |
| 2007./08.       | Los Angeles Kings   | NHL             | 78  | 33 | 27  | 60  | 55  | —  | — | — | —  | —  |
| 2008./09.       | Los Angeles Kings   | NHL             | 80  | 24 | 29  | 53  | 64  | —  | — | — | —  | —  |
| Sveukupno - NHL | Sveukupno - NHL     | Sveukupno - NHL | 349 | 89 | 103 | 192 | 269 | 0  | 0 | 0 | 0  | 0  |

### Reprezentacija
| Godina              | Reprezentacija      | Natjecanje          |    | OU | G | A  | Bod | KM |
| ------------------- | ------------------- | ------------------- | -- | -- | - | -- | --- | -- |
| 2002.               | SAD                 | SJP                 | 7  | 1  | 3 | 4  |     |    |
| 2003.               | SAD                 | SJP                 | 7  | 2  | 2 | 4  | 10  |    |
| 2004.               | SAD                 | SP                  | 9  | 1  | 3 | 4  | 4   |    |
| 2006.               | SAD                 | SP                  | 7  | 5  | 2 | 7  | 10  |    |
| 2008.               | SAD                 | SP                  | 7  | 5  | 4 | 9  | 22  |    |
| Sveukupno - Seniori | Sveukupno - Seniori | Sveukupno - Seniori | 23 | 11 | 9 | 20 | 36  |    |

## Vanjske poveznice
- Profil na NHL.com
- Profil na The Internet Hockey Database
- Profil na Legends of Hockey